# 威廉姆斯 (南卡罗来纳州)
威廉姆斯（英文：Williams），是美国南卡罗来纳州下属的一座城市。城市类型是“Town”。其面积大约为0.85平方英里（2.19平方公里）。根据2010年美国人口普查，该市有人口117人，人口密度约为每平方 英里138.13人（约合每平方公里53.34人）。